# Dyskografia grupy Vader
Dyskografia polskiej grupy muzycznej Vader. Formacja powstała w 1983 roku z inicjatywy gitarzysty Zbigniewa „Viki” Wróblewskiego oraz Piotra „Petera” Wiwczarka, pełniącego wówczas funkcję basisty. W początkowym okresie działalności muzyka Vader oscylowała wokół speed i heavy metalu inspirowanego dokonaniami grup Judas Priest i Accept. Po 1985 roku za sprawą odnoszącego wówczas największe sukcesy kwartetu Slayer, grupa Vader zwróciła się w stronę thrash, a następnie death metalu.
Liderem Vader nieprzerwanie od początku istnienia jest Piotr „Peter” Wiwczarek, który w latach późniejszych objął funkcję gitarzysty i wokalisty. Muzyk jest także głównym kompozytorem i autorem tekstów formacji. Do 2020 roku zespół wydał dwanaście albumów studyjnych, osiem minialbumów, dwa albumy koncertowe, dwie kompilacje, dziesięć singli oraz cztery wideogramy. Szereg nagrań zespołu ukazało się także na kompilacjach różnych wykonawców oraz tribute albumach. Według czasopisma Billboard do 2002 roku wydawnictwa zespołu sprzedały się na świecie w nakładzie około 500 000 egzemplarzy.

## Albumy studyjne
| Tytuł                          | Dane dot. albumu | Pozycja na liście | Pozycja na liście | Pozycja na liście | Pozycja na liście | Pozycja na liście | Pozycja na liście | Pozycja na liście | Pozycja na liście |
| Tytuł                          | Dane dot. albumu | POL               | JPN               | GER               | FRA               | CHE               | BEL               | US Heat           | US Hard           |
| ------------------------------ | --- | ----------------- | ----------------- | ----------------- | ----------------- | ----------------- | ----------------- | ----------------- | ----------------- |
| The Ultimate Incantation       | - Data: 10 listopada 1992 - Wydawca: Earache, Relativity, Carnage, Toy’s Factory - Format: CS, CD, LP, digital download       | –                 | –                 | –                 | –                 | –                 | –                 | –                 | –                 |
| De Profundis                   | - Data: 12 września 1995 - Wydawca: System Shock, Croon, Metal Mind, Pavement Music, Avalon/Marquee - Format: CS, CD          | 3                 | –                 | 91                | –                 | –                 | –                 | –                 | –                 |
| Black to the Blind             | - Data: 13 października 1997 - Wydawca: System Shock, Koch, Pavement Music, Avalon/Marquee - Format: CS, CD, LP               | 86                | –                 | –                 | –                 | –                 | –                 | –                 | –                 |
| Litany                         | - Data: 22 marca 2000 - Wydawca: Metal Blade, Metal Mind, Avalon/Marquee - Format: CS, CD, digital download                   | 6                 | –                 | –                 | –                 | –                 | –                 | –                 | –                 |
| Revelations                    | - Data: 22 maja 2002 - Wydawca: Metal Blade, Metal Mind, Avalon/Marquee - Format: CS, CD, LP, digital download                | 22                | –                 | –                 | –                 | –                 | –                 | –                 | –                 |
| The Beast                      | - Data: 8 września 2004 - Wydawca: Metal Blade, Metal Mind, Avalon/Marquee - Format: CD, CD+DVD, CD+VCD, LP, digital download | 8                 | 207               | –                 | –                 | –                 | –                 | –                 | –                 |
| Impressions in Blood           | - Data: 23 sierpnia 2006 - Wydawca: Regain, Candlelight, Mystic, Avalon/Marquee - Format: CD, 2CD, LP, digital download       | 8                 | 265               | –                 | –                 | –                 | –                 | –                 | –                 |
| Necropolis                     | - Data: 21 sierpnia 2009 - Wydawca: Nuclear Blast, Avalon/Marquee - Format: CD, CD+DVD, LP, digital download                  | 5                 | –                 | 64                | 188               | –                 | –                 | 36                | –                 |
| Welcome to the Morbid Reich    | - Data: 12 sierpnia 2011 - Wydawca: Nuclear Blast, Avalon/Marquee - Format: CD, LP, digital download                          | 6                 | 233               | 73                | 154               | 94                | –                 | 17                | 25                |
| Tibi et Igni                   | - Data: 30 maja 2014 - Wydawca: Nuclear Blast, Avalon/Marquee - Format: CD, LP, digital download                              | 16                | 183               | 55                | 145               | 63                | 187               | 18                | –                 |
| The Empire                     | - Data: 4 listopada 2016 - Wydawca: Nuclear Blast, Ward, Witching Hour - Format: CD, LP, digital download                     | 29                | 252               | –                 | –                 | –                 | 189               | 17                | 21                |
| Solitude in Madness            | - Data: 1 maja 2020 - Wydawca: Nuclear Blast, Ward, Witching Hour - Format: CD, LP, digital download                          | 2                 | –                 | 41                | –                 | –                 | –                 | –                 | –                 |
| „–” pozycja nie była notowana. | |                   |                   |                   |                   |                   |                   |                   |                   |

## Minialbumy
| Sothis                         | - Data: 1994 - Wydawca: Baron, Repulse, Metal Mind - Format: CS, CD, LP                                       | 26 |
| Kingdom                        | - Data: 21 sierpnia 1998 - Wydawca: System Shock, Pavement Music, Metal Mind, Avalon/Marquee - Format: CS, CD | –  |
| Reign Forever World            | - Data: 16 grudnia 2000 - Wydawca: Metal Blade, Metal Mind, Avalon/Marquee - Format: CS, CD, LP               | 45 |
| Blood                          | - Data: 22 września 2003 - Wydawca: Metal Blade, Metal Mind, Avalon/Marquee - Format: CD                      | 44 |
| The Art of War                 | - Data: 14 listopada 2005 - Wydawca: Regain, Candlelight, Avalon/Marquee - Format: CD, LP, digital download   | –  |
| Lead Us!!!                     | - Data: 22 stycznia 2008 - Wydawca: Regain - Format: CD                                                       | –  |
| The Upcoming Chaos             | - Data: 30 sierpnia 2008 - Wydawca: Regain - Format: CD                                                       | –  |
| Go to Hell                     | - Data: 18 kwietnia 2014 - Wydawca: Nuclear Blast - Format: LP                                                | –  |
| Iron Times                     | - Data: 12 sierpnia 2016 - Wydawca: Nuclear Blast - Format: LP, digital download                              | –  |
| Thy Messenger                  | - Data: 31 maja 2019 - Wydawca: Nuclear Blast - Format: LP, Winyl, digital download                           | –  |
| „–” pozycja nie była notowana. | |    |

## Cover albumy
| Tytuł                                    | Dane dot. albumu                                                                                      |
| ---------------------------------------- | --- |
| Future of the Past                       | - Data: 3 grudnia 1996 - Wydawca: System Shock, Koch, Avalon/Marquee, Pavement Music - Format: CS, CD |
| Future of the Past II – Hell in the East | - Data: 14 grudnia 2015 - Wydawca: Witching Hour Productions - Format: CD, LP                         |

## Albumy koncertowe
| Tytuł                      | Dane dot. albumu |
| -------------------------- | --- |
| The Darkest Age – Live ’93 | - Data: 1994 - Wydawca: Baron, Arctic Serenades, System Shock, Metal Mind, Pavement Music - Format: CS, CD              |
| Live in Japan              | - Data: 30 grudnia 1998 - Wydawca: System Shock, ZYX Music, Avalon/Marquee, Metal Mind, Pavement Music - Format: CS, CD |

## Kompilacje
| Tytuł                            | Dane dot. albumu                                                                                              |
| -------------------------------- | --- |
| Reborn in Chaos                  | - Data: 1996 - Wydawca: Baron, Metal Mind, Hammerheart, Pavement Music - Format: CS, CD, LP, digital download |
| XXV                              | - Data: 28 maja 2008 - Wydawca: Regain, Mystic, Avalon/Marquee - Format: 2CD, 2CD+DVD, digital download       |
| Geneza Chaosu MCMLXXXIII - MCMXC | - Data: 30 października 2015 - Wydawca: Witching Hour Productions - Format: CD                                |
| Live in Necro Reich              | - Data: 30 października 2015 - Wydawca: Witching Hour Productions - Format: CD+LP+DVD+CS                      |

## Wideografia
| Tytuł                           | Dane dot. albumu                                                   |
| ------------------------------- | ------------------------------------------------------------------ |
| Vision and Voice                | - Data: 7 grudnia 1998 - Wydawca: Metal Mind - Format: VHS         |
| More Vision and the Voice       | - Data: 19 czerwca 2002 - Wydawca: Metal Mind - Format: DVD        |
| Night of the Apocalypse         | - Data: 25 października 2004 - Wydawca: Metal Mind - Format: DVD   |
| ...And Blood Was Shed in Warsaw | - Data: 8 października 2007 - Wydawca: Metal Mind - Format: DVD+CD |

## Single
| Rok  | Tytuł                                        | Album                       |
| ---- | -------------------------------------------- | --------------------------- |
| 1995 | „An Act of Darkness / I.F.Y.”                | De Profundis                |
| 1997 | „Carnal / Black to the Blind” (promo singel) | Black to the Blind          |
| 2000 | „Xeper / North” (promo singel)               | Litany                      |
| 2002 | „Angel of Death”                             | Revelations                 |
| 2004 | „Beware the Beast”                           | The Beast                   |
| 2008 | „v.666”                                      | XXV                         |
| 2009 | „We Are the Horde” (iTunes)                  | Necropolis                  |
| 2009 | „Nile / Vader” (split; 7” singel)            | Necropolis                  |
| 2011 | „Come And See My Sacrifice” (iTunes)         | Welcome to the Morbid Reich |
| 2014 | „Where Angels Weep” (iTunes)                 | Tibi et Igni                |

| 2000                           | „Litany”              | 16 | – | – | Litany              |
| 2000                           | „Cold Demons”         | 11 | – | – | Litany              |
| 2001                           | „Reign Forever World” | 30 | – | – | Reign Forever World |
| 2002                           | „Epitaph”             | 15 | – | – | Revelations         |
| 2004                           | „Dark Transmission”   | 11 | 9 | – | The Beast           |
| 2010                           | „Never Say My Name”   | –  | – | 4 | Necropolis          |
| „–” pozycja nie była notowana. |                       |    |   |   |                     |

## Dema
| Tytuł         | Dane dot. albumu                                                     |
| ------------- | -------------------------------------------------------------------- |
| Live in Decay | - Data: 6 grudnia 1986 - Wydawca: brak (wydanie własne) - Format: CS |
| Necrolust     | - Data: marzec 1989 - Wydawca: brak (wydanie własne) - Format: CS    |
| Morbid Reich  | - Data: 15 listopada 1990 - Wydawca: Carnage Records - Format: CS    |

## Kompilacje różnych wykonawców
| Rok  | Utwór                    | Album                                                  | Źródło        |
| ---- | ------------------------ | ------------------------------------------------------ | ------------- |
| 1996 | „Silent Scream”          | Slatanic Slaughter II – A Tribute to Slayer            | [ 56 ]        |
| 1998 | „Carnal”                 | Gniew                                                  | [ 57 ] [ 58 ] |
| 1998 | „Wyrocznia”              | Czarne zastępy – W hołdzie Kat                         | [ 59 ]        |
| 2001 | „Freezing Moon”          | Originators of Northern Darkness – A Tribute to Mayhem | [ 60 ]        |
| 2002 | „Immortal Rites”         | Tyrants From the Abyss – A Tribute to Morbid Angel     | [ 61 ]        |
| 2004 | „Death Metal”            | Seven Gates of Horror – A Tribute to Possessed         | [ 62 ]        |
| 2004 | „Epitaph” "Kingdom”      | Ultimate Revenge                                       | [ 63 ]        |
| 2004 | „Carnal" "Silent Empire” | Metalmania 2003                                        | [ 64 ]        |
| 2007 | „Sword of the Witcher”   | Wiedźmin: muzyka inspirowana grą                       | [ 65 ]        |

## Teledyski
| Rok  | Tytuł                         | Reżyseria                       | Album                            | Źródło        |
| ---- | ----------------------------- | ------------------------------- | -------------------------------- | ------------- |
| 1993 | „Dark Age”                    | Kimmo Kuusniemi, Tanja Katinka  | The Ultimate Incantations        | [ 66 ] [ 67 ] |
| 1996 | „Incarnation”                 | –                               | De Profundis                     | [ 67 ]        |
| 1998 | „Kingdom”                     | –                               | Kingdom                          | [ 67 ]        |
| 2000 | „Cold Demons”                 | Adam Kuc                        | Litany                           | [ 67 ]        |
| 2002 | „Epitaph”                     | –                               | Revelations                      | [ 67 ]        |
| 2004 | „Dark Transmission”           | Wojciech Głodek                 | The Beast                        | [ 68 ]        |
| 2004 | „Choices”                     | Wojciech Głodek                 | The Beast                        | [ 68 ]        |
| 2005 | „This Is the War”             | Arkadiusz Jurcan                | The Art of War                   | [ 69 ]        |
| 2006 | „Helleluyah!!! (God Is Dead)” | Andrzej Wyrozębski, Inbornmedia | Impressions in Blood             | [ 70 ] [ 71 ] |
| 2007 | „Sword of the Witcher”        | Inbornmedia                     | Wiedźmin: muzyka inspirowana grą | [ 67 ] [ 71 ] |
| 2008 | „Carnal”                      | Carlos Abysmo                   | XXV                              | [ 72 ]        |
| 2009 | „Never Say My Name”           | Inbornmedia                     | Necropolis                       | [ 71 ] [ 73 ] |